# Argumentum ad personam
Argumentum ad personam (łac. „argument wymierzony w osobę”) – pozamerytoryczny sposób argumentowania, w którym dyskutant porzuca właściwy spór i zaczyna opisywać faktyczne lub rzekome cechy swego przeciwnika bądź jego dokonania. W ten sposób unika stwierdzenia, że jego racjonalne argumenty zostały wyczerpane, a jednocześnie sugeruje audytorium, że poglądy oponenta są fałszywe. Dodatkowo obrażanie oponenta ma na celu wyprowadzenie go z równowagi, tak by utrudnić mu adekwatne reagowanie na przedstawiane argumenty.
Artur Schopenhauer w swoim dziele Die eristische Dialektik (Erystyka, czyli sztuka prowadzenia sporów) wymienia argumentum ad personam jako ostatni sposób nieuczciwej argumentacji, stosowany, gdy wszystkie inne sposoby zawodzą i nie ma szans na wygranie sporu argumentacją merytoryczną.

## Przykłady
- Doprawdy pojąć nie mogę, jak państwo możecie dawać wiarę temu idiocie?
- Jak może pan wypowiadać się na temat stanu wojennego? Przecież miał pan wtedy 5 lat!